# Adenia pechuelii
Espèce
Statut de conservation UICN

 LC  : Préoccupation mineure
Adenia pechuelii est une espèce de plantes à fleurs de la famille des Passifloraceae. Elle est endémique de Namibie.

## Noms vernaculaires anglais
- Desert kohlrabi
- Elephant foot plant (pied d'éléphant)[1].

## Écologie
Adaptée à des conditions désertiques, cette plante succulente, très localisée en divers sites de Namibie, vit dans des régions caillouteuses, parfois fixée sur des interstices de rochers.

## Statut
Bien que considérée "LC" (préoccupation mineure) par l'UICN, certaines sous-populations devraient être surveillées à la suite de collectes trop abondantes.